# 安壽和廚子王丸 (電影)
《安壽和廚子王丸》（日语：安寿と厨子王丸）是由東映動畫製作的劇場動畫電影，於1961年7月19日上映。宣傳標語為：「東映動畫向世界展示的動人傑作，獲得大獎！！」。。

## 概要
本作是一部紀念東映創業10週年的作品，預告片中也出現了當時的東映社長大川博本人。本作的動畫部分採用的是「真人表演法」，以人體模型進行表演，並以真人片段作為底塗來繪製動畫。
原作《安壽和廚子王丸》自中世以來就流傳至今，並藉由說經節《山椒大夫》，改編為淨瑠璃等演出後成為童話性質的故事，在關連各地民話化，近世以降，透過繪本等成為兒童文學，然而儘管原作一部具有悲劇性質的故事，不過在本作中，儘管山椒大夫也被搶親奪家，歷經種種磨難，但並沒有以一己之力打敗仇敵的描寫。因此，作為電影的宣洩力較弱，在內容上缺乏刺激性。
此外，製作人員強烈反對將三少大禹等人的身份倒轉的結局，導致在總公司和東映動畫不和的情況下進行了製作。

## 聲演
- 安壽：佐久間良子（日语：佐久間良子）
- 厨子王丸（少年時代）：住田知仁（現・風間杜夫）
- 厨子王丸（青年時代）：北大路欣也
- 父・岩木判官：宇佐美淳
- 母・八汐：山田五十鈴
- 山椒太夫：東野英治郎（日语：東野英治郎）
- 長男・次郎：平幹二朗（日语：平幹二朗）
- 次男・三郎：水木襄（日语：水木襄）
- 関白・藤原師実：山村聰
- 娘・彩姬：松島奉子（日语：松島トモ子）
- 鬼倉陸奥守：三島雅夫（日语：三島雅夫）
- 安藤左内：花澤德衛（日语：花沢徳衛）
- 菊乃：利根春雨惠（日语：利根はる恵）
- 奴頭權六：富田仲次郎（日语：富田仲次郎）
- 人販子山岡太夫：永田靖（日语：永田靖）
- 船頭・宮崎甚八：清村耕次（日语：清村耕次）
- 船頭・佐渡辰公：潮健児（日语：潮健児）
- 老鼠天子：武藤禮子
- 小熊莫庫：大平透（日语：大平透）
- 師實使者：増田順司（日语：増田順司）

## 製作人員
- 製作：大川博（日语：大川博）
- 企劃：高橋勇
- 演出：藪下泰司、芹川有吾（日语：芹川有吾）
- 動画監修：山本早苗
- 脚本：田中澄江（日语：田中澄江）「よみうり少年少女新聞」連載
- 構成：高橋勇
- 考証：蕗谷虹児（日语：蕗谷虹児）
- 撮影：大塚晴郷、中村一雄、東喬明
- 原畫：大工原章、森康二（日语：森康二）、大塚康生、古沢日出夫、熊川正雄、楠部大吉郎
- 動畫：紺野修司、喜多眞佐武、奥山玲子、永澤誠（日语：永沢詢）、寺千賀雄、吉田迪彦、杉山卓、堀川豊平
- 演出助手：高畑勳
- 美術：鳥居塚誠一、浦田又治（日语：浦田又治）
- 色彩設計：小山礼司
- 踪跡：進藤みつ子、本橋文枝、宮崎正子、吉田信子
- 仕上検査：新納三郎
- 撮影：大塚晴郷、中村一雄、東喬明
- 編輯：宮本信太郎、稲葉郁三
- 音樂：木下忠司（日语：木下忠司）、鏑木創（日语：鏑木創）
- 錄音：空閑昌敏、森武
- 音響効果：木村一

## 音樂
主題歌
「子を恋うる歌」
作詞：木下忠司、歌：松島智子、能沢佳子、コーロステルラ合唱団

## 提名/獎項

### 提名
- 文部科學省評選作品
- 優秀映画鑑賞會推薦
- 青年電影委員會推薦
- 家庭主婦協會推薦
- 機關電影俱樂部推薦
- 日本PTA全國委員會特選
- 東京教育電影委員會特別評選
- 東京教師工會推薦
- 學生電影協會推薦
- 東京都婦女團體聯合會特選
- 東京電影俱樂部聯盟推薦
- 中央兒童福祉會議推薦

### 獎項
- 里米尼國際電影節最佳導演獎

## 外部連結
- 安壽和廚子王丸（東映動畫）
- 安壽和廚子王丸 - allcinema
- 安壽和廚子王丸 - KINENOTE
- AllMovie上《安壽和廚子王丸》的资料（英文）
- 互联网电影数据库（IMDb）上《安壽和廚子王丸》的资料（英文）